# Державний кордон Того

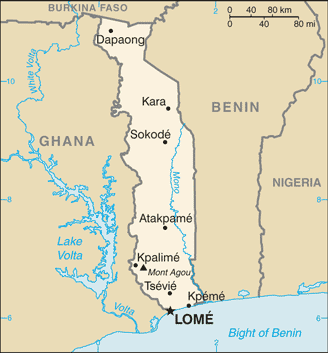
Карта Того

Державний кордон Того — державний кордон, лінія на поверхні Землі та вертикальна поверхня, що проходить по цій лінії, що визначають межі державного суверенітету Того над власними територією, водами, природними ресурсами в них і повітряним простором над ними.

## Сухопутний кордон
Загальна довжина кордону —  1880 км. Того межує з 3 державами. Уся територія країни суцільна, тобто анклавів чи ексклавів не існує.
Ділянки державного кордону
| Держава      | Ділянка | Довжина (км) | Прикордонні регіони | Примітки |
| ------------ | ------- | ------------ | ------------------- | -------- |
| Бенін        | схід    | 651          |                     |          |
| Буркіна-Фасо | північ  | 131          |                     |          |
| Гана         | захід   | 1098         |                     |          |

## Морські кордони
Того на півдні омивається водами Бенінської затоки, частина Гвінейської, Атлантичного океану. Загальна довжина морського узбережжя 56 км. Згідно з Конвенцією Організації Об'єднаних Націй з морського права (UNCLOS) 1982 року, протяжність територіальних вод країни встановлено в 30 морських миль. Виключна економічна зона встановлена на відстань 200 морських миль (370,4 км) від узбережжя.